# Captains Flat
Captains Flat är en ort i Australien. Den ligger i kommunen Palerang och delstaten New South Wales, i den sydöstra delen av landet, omkring 250 kilometer sydväst om delstatshuvudstaden Sydney. Antalet invånare är 608.
Runt Captains Flat är det mycket glesbefolkat, med 2 invånare per kvadratkilometer.. 
I omgivningarna runt Captains Flat växer huvudsakligen savannskog. Genomsnittlig årsnederbörd är 1 026 millimeter. Den regnigaste månaden är februari, med i genomsnitt 164 mm nederbörd, och den torraste är juli, med 35 mm nederbörd.